# Ljus bronsblomfluga
Ljus bronsblomfluga (Callicera aenea) är en tvåvingeart som först beskrevs av Fabricius 1777.  Ljus bronsblomfluga ingår i släktet bronsblomflugor, och familjen blomflugor. Enligt den svenska rödlistan är arten nära hotad i Sverige. Arten förekommer i Götaland, Svealand, Nedre Norrland och Övre Norrland. Artens livsmiljö är skogslandskap, jordbrukslandskap, stadsmiljö. Inga underarter finns listade i Catalogue of Life.